# Swing producer
Gli swing producer sono delle entità economiche, o gruppi di entità operanti in un regime di oligopolio, fornitrici di commodity, beni o servizi, che controllano consistenti depositi o capacità produttive o estrattive in ambito locale, o posseggono una grande capacità produttiva o estrattiva a livello globale.

## Caratteristiche
Uno swing producer è anche capace di aumentare fortemente la produzione con un minimo aumento dei costi interni, altresì capace, forte della sua posizione, di influenzare i prezzi di mercato globali, fornendo protezioni al ribasso nel medio e breve termine. Nel lungo termine, comunque, il prezzo delle commodity, beni o servizi, è soggetto a ulteriori variazioni, particolarmente legate ed influenzate dal ciclo economico o della geopolitica. Esempi di swing producer includono l'Arabia Saudita nel campo petrolifero, la Russia nel campo dei fertilizzanti al potassio, e, storicamente, la De Beers Company nel campo dei diamanti.